# 朱孟炯
永安懿簡王朱孟炯（1382年5月12日—1432年），明朝楚藩第一代永安王，楚昭王朱楨的庶第二子。

## 生平
洪武十五年三月戊寅（1382年5月12日），朱孟炯出生。建文元年（1399年），封永安王。永樂元年（1403年），朱孟炯入朝，同年還國。
宣德七年（1432年），朱孟炯去世，享年五十一歲，諡號懿簡。

## 家庭

### 妻
- 妃趙氏，后军都督府都督佥事赵清女，建文二年（1400年）冊為永安王妃，正統九年（1444年）薨[4]

### 妾
- 王氏，生朱季塾[5]

### 子
- 長子：鎮國將軍朱季垺[6]
- 第二子：永安莊惠王朱季塾[7]
- 第三子：鎮國將軍朱季壣[8]
- 第四子：鎮國將軍朱季𡊸，[9]1479年奉祀叔父景陵王朱孟炤家。[10]

### 女
- 庶長女：公安县主，儀賓陈衍[11]
- 第二女：嘉鱼县主，儀賓王正[12]